# Łazarz (Żurbienko)
Łazarz (imię świeckie Fiodor Iosifowicz Żurbienko, ur. 1931 na Kubaniu, zm. 30 czerwca 2005 w Wielkim Dalniku) – duchowny Rosyjskiego Kościoła Prawosławnego poza granicami Rosji, a następnie Rosyjskiego Kościoła Prawdziwie Prawosławnego, w latach 1981-2005 biskup tambowski i morszański.

## Życiorys
Urodził się w kozackiej rodzinie na Kubaniu. Od dzieciństwa miał styczność z przedstawicielami Cerkwi katakumbowej. W 1947 roku został w tajemnicy postrzyżony na mnicha riasofornego, przyjmując imię Teodozjusz. W 1950 z powodu przynależności do Cerkwi katakumbowej został aresztowany i skazany na 10 lat więzienia, karę odbywał w łagrze w Karagandzie, jednak w 1955 został amnestionowany. W latach 60 nawiązał kontakt z Rosyjską Cerkwią zagraniczną. W 1971 roku został potajemnie wyświęcony na hierodiakona i hieromnicha. W 1975 otrzymał małą schimę i zmienił imię zakonne na Łazarz. W 1981 został podniesiony do godności archimandryty. 
Chirotonię biskupią otrzymał w tajemnicy w 1982 roku. 25 lipca 1990 na posiedzeniu synodu Cerkwi zagranicznej jego święcenia biskupie zostały oficjalnie uznane, a jemu samemu nadano tytuł arcybiskupa. W 2001 roku odłączył się od struktur Rosyjskiego Kościoła Prawosławnego poza granicami Rosji i przeszedł do Rosyjskiego Kościoła Prawdziwie Prawosławnego, którego stał się zwierzchnikiem w następnym roku. Zmarł 30 czerwca 2005.